# Sten Carl Bielke
Sten Carl Bielke (* 14. März 1709 in Stockholm; † 13. Juli 1753 in Adelsö församling, Stockholms län) war ein schwedischer Hofgerichtsrat, Kammerherr, Freiherr und Mitbegründer der Königlich Schwedischen Akademie der Wissenschaften aus der adligen Familie Bielke.

## Leben
Bielke war der Sohn des Freiherrn Ture Stensson Bielke und dessen Frau Ursula Kristina (geborene Törne). Da sein Vater früh starb, wurde er von einem Verwandten aufgenommen und in verschieden europäischen Sprachen unterrichtet. Nach einer Auslandsreise studierte Bielke Rechtswissenschaft. Nach dem Abschluss der Ausbildung übernahm er 1746 die Stelle des Vizepräsidenten am Hofgericht von Turku. Als Mitglied des Ritterstandes im  Schwedischen Reichstag unterstützte er die Partei der Mössorna.
Neben seiner beruflichen Laufbahn beschäftigte er sich mit botanischen Studien. Außerdem unterstützte er andere Biologen finanziell und war befreundet mit Carl von Linné und Pehr Kalm. Dieses Interesse ließ Bielke 1739 zu einem der sechs Gründer der Schwedischen Akademie der Wissenschaften werden.
Bielke besaß eine Reihe von Landgütern, auf deren akkurate Bewirtschaftung er großen Wert legte. Auf seinem Gut Löfstad legte er einen botanischen Garten an, der alle bisherigen privaten Gärten in Schweden an Artenreichtum übertraf.
Bielke war zweimal verheiratet.
- Am 3. Juli 1741 mit Freifrau Hedvig Maria (geborene Brauner, 1721–1742), eine Tochter des Freiherrn Johan Brauner (Braunerhjelm), daraus einen Sohn Ture Johan Bielke (geboren 1742), der an der Ermordung des schwedischen Königs Gustav III. beteiligt gewesen sein soll.
- Am 12. September 1746 mit Eleonora (geborene von Mentzer, 1725–1786), eine Tochter des Freiherrn Johan von Mentzer.